# Hálózati operációs rendszer
A hálózati operációs rendszer (angolul: network operating system (NOS)) olyan szoftver, amely a szerveren fut, és lehetővé teszi a szervernek az adatok, felhasználók, csoportok, alkalmazások, a hálózati biztonság és egyéb hálózati funkciók kezelését. A hálózati operációs rendszert úgy tervezték, hogy engedélyezze fájlok megosztását, biztosítsa nyomtatók elérését több számítógép számára, általában egy helyi hálózaton (LAN) vagy magánhálózaton. A legnépszerűbb hálózati operációs rendszerek: Microsoft Windows Server 2003, Microsoft Windows Server 2008, UNIX, Linux-disztribúciók, Mac OS X, és Novell NetWare.

## Jellemzők
A hálózati operációs rendszerek alapja a kliens/szerver architektúra, ahol a szerver lehetővé teszi több kliens számára az erőforrások megosztását.

A hálózati operációs rendszer a következőkre képes:
- Hálózati erőforrások (mint például programok, adatok és eszközök) központi kezelése
- Biztonságos hozzáférés biztosítása a hálózathoz
- Hálózathoz való csatlakozás biztosítása távoli felhasználók számára
- Más hálózatokhoz való csatlakozás (például az Internet) biztosítása a felhasználók számára
- Adatok mentése és azok elérhetőségének biztosítása
- Kliensek és erőforrások kiegészítéseinek engedélyezése
- Hálózati elemek állapotának és funkcionalitásának felügyelete
- Szoftverfrissítések terjesztése a kliensek számára
- A szerver képességeinek hatékony felhasználása[1]

## Alkalmazás routerekben
A hálózati operációs rendszerek a router-ekben vagy tűzfalakban beágyazva működtetik az OSI modell hálózati réteg funkcióját.

- Példák
  - JUNOS
  - Cisco IOS
  - LaukOS

## Peer-to-Peer
Peer-to-peer hálózati operációs rendszerek esetén a felhasználók engedélyezhetik erőforrásaik és fájljaik megosztását, és hozzáférhetnek mások által megosztott erőforrásokhoz. Ez a rendszer nem a központilag kezelt erőforrások elvén alapszik. A peer-to-peer hálózat valamennyi csatlakozott számítógépet egyenrangúnak tekint, vagyis azonos mértékben részesülhetnek a hálózaton elérhető erőforrásokból.

- Példák
  - AppleShare
  - Windows for Workgroups
  - Lantastic

Előnyök
- Könnyű beüzemelés
- Kevesebb hardver szükséges, nem kell szervert vásárolni

Hátrányok
- Nincs központi tárolóhely
- Biztonság hiánya, amelyet a kliens/szerver típusú hálózat nyújt

## Kliens/Szerver
A kliens/szerver hálózati operációs rendszerek lehetővé teszik funkciók és alkalmazások központosítását egy vagy több dedikált szerveren. A szerver a rendszer központja, engedélyezi az erőforrásokhoz való hozzáférést és biztonságos kapcsolatot nyújt. A hálózati operációs rendszer olyan mechanizmust biztosít, amellyel a hálózat minden komponense egy időben több különböző felhasználó között megosztja a közös erőforrásokat függetlenül a fizikai helyüktől.

- Példák
  - Novell NetWare
  - Windows Server

Előnyök
- Központosított szerverek stabilabbak
- A szerver szolgáltatja a biztonságot
- Egy új technológia vagy hardver integrálása a rendszerbe könnyen lehetséges
- A szerverek képesek kiszolgálni távoli helyekről különböző típusú rendszereket

Hátrányok
- A szerver vásárlási és fenntartási költsége magas
- Függés egy központi hely működésétől
- Rendszeres karbantartás és frissítés szükséges

## További információ
- PCmag's Definition of Network Operating System Archiválva 2012. október 13-i dátummal a Wayback Machine-ben
- Chapter 6 of Dr. Roy Winkelman's guide to networks